# David Yelldell
David Yelldell   (Stuttgart, 1 d'octubre de 1981) és un futbolista alemany que jugava com a porter al primer equip del MSV Duisburg. Va començar com a futbolista al VfL Waiblingen. i posteriorment com  entrenador ajudant del Sonnenhof Großaspach.